# Rožaje
 (juin 2021).
Si vous disposez d'ouvrages ou d'articles de référence ou si vous connaissez des sites web de qualité traitant du thème abordé ici, merci de compléter l'article en donnant les références utiles à sa vérifiabilité et en les liant à la section « Notes et références ».
Rožaje (en bosnien : Rožaje ; en cyrillique : Рожаје ; en albanais : Rozhaje) est une ville au nord-est du Monténégro. On estime sa population à 9 121 habitants selon le recensement de 2003.
La municipalité de Rožaje/Rozhaje a une population de 22 693 habitants, majoritairement des Bosniaques ethniques.
Elle est située dans le Sud de la région montagneuse et historique du Sandjak.

## Histoire
Rožaje n'est devenue monténégrine qu'après la première guerre balkanique en 1912. Auparavant elle était située tout comme le reste du Sandjak en territoire ottoman.
Durant la guerre du Kosovo elle a accueilli des milliers de réfugiés albanais qui fuyaient le conflit.
Entre 1992 et 1995, de nombreux musulmans de Foca en Bosnie, fuyant la zone contrôlée par les Serbes, se sont repliés dans la ville.

## Localités de la municipalité de Rožaje
La municipalité de Rožaje compte 26 localités :

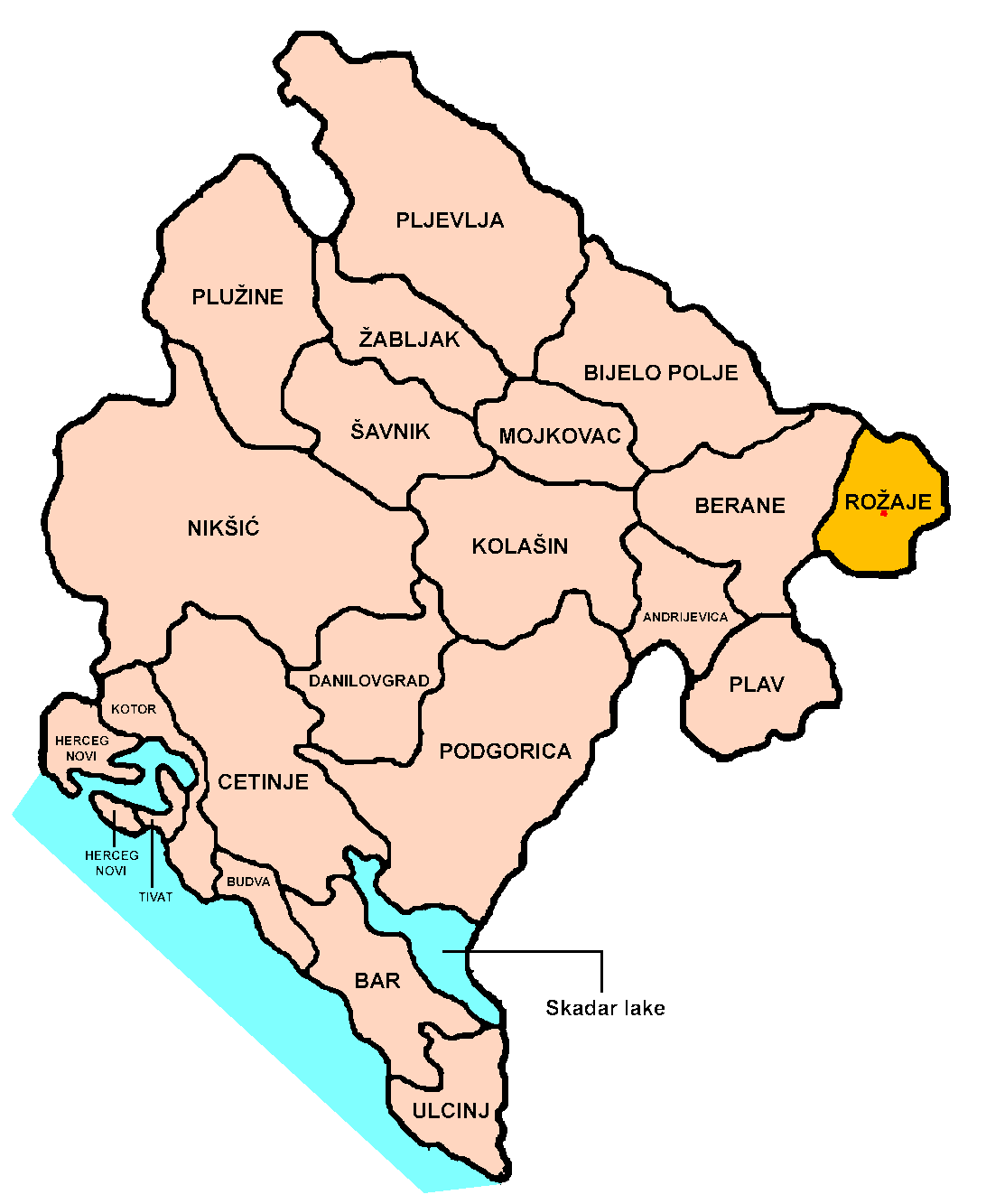
La municipalité de Rožaje.

| - Balotići - Bandžov - Bać - Bašča - Besnik - Bijela Crkva - Biševo - Bogaji - Bukovica - Vuča - Gornja Lovnica - Grahovo - Grižice | - Dacići - Donja Lovnica - Ibarac - Jablanica - Kalače - Koljeno - Paučina - Plumci - Radetina - Rožaje - Seošnica - Sinanovići - Crnokrpe |

## Population
Rožaje est considérée comme un centre de la communauté Bosniaque du Monténégro. Les Bosniaques y sont majoritaires. 
Population de Rožaje :
- 3 mars 1981 : 7,336
- 3 mars 1991 - 8,828
- 1er novembre 2003 - 9,121

Groupes ethniques (recensement de 2003) :
- Bosniaques[1] (82,09 %)
- Musulmans (nationalité) (6,65 %)
- Albanais (4,44 %)
- Serbes (3,98 %)
- Monténégrins (1,94 %)

## Géographie
La municipalité est située dans une zone très montagneuse à proximité immédiate de la Serbie et du Kosovo. Les principaux sommets sont le Hajla (2 403 m), Mokra Gora (2 154 m) et Zljeb (2 381 m).
L'Ibar est la rivière principale de la municipalité où elle prend sa source. Elle traverse les bourgades de Ibarac, Rožaje, Radetina et Bace puis se dirige vers la Serbie.

## Infrastructures routières
Rožaje est située sur l'axe principal reliant le Monténégro au Kosovo, connu sous le nom de route Rožaje-Kula-Peć. Elle est aussi reliée à Novi Pazar dans le Sandžak Serbe. Elle est reliée au reste du Monténégro par une voie rapide via Berane, qui se situe à 30 km.